# Iso Pahajärvi
Iso Pahajärvi och Pikku Pahajärvi, eller Pahajärvet är sjöar i Finland. De ligger i kommunen Kolari i landskapet Lappland, i den norra delen av landet, 800 km norr om huvudstaden Helsingfors. Pahajärvet ligger 190,6 meter över havet. Arean är 3,2 hektar och strandlinjen är 0,88 kilometer lång. Sjön  ingår i Torne älvs huvudavrinningsområde. 